# 葛坦
葛坦（1983年3月—），男，汉族，辽宁大连人，中华人民共和国政治人物。清华大学经济管理学院管理科学与工程专业研究生学历，管理学硕士学位。曾任昌吉回族自治州人民政府党组成员、副州长，现任新疆维吾尔自治区地方金融监督管理局党组副书记、局长。